# Mehdi Bazargan

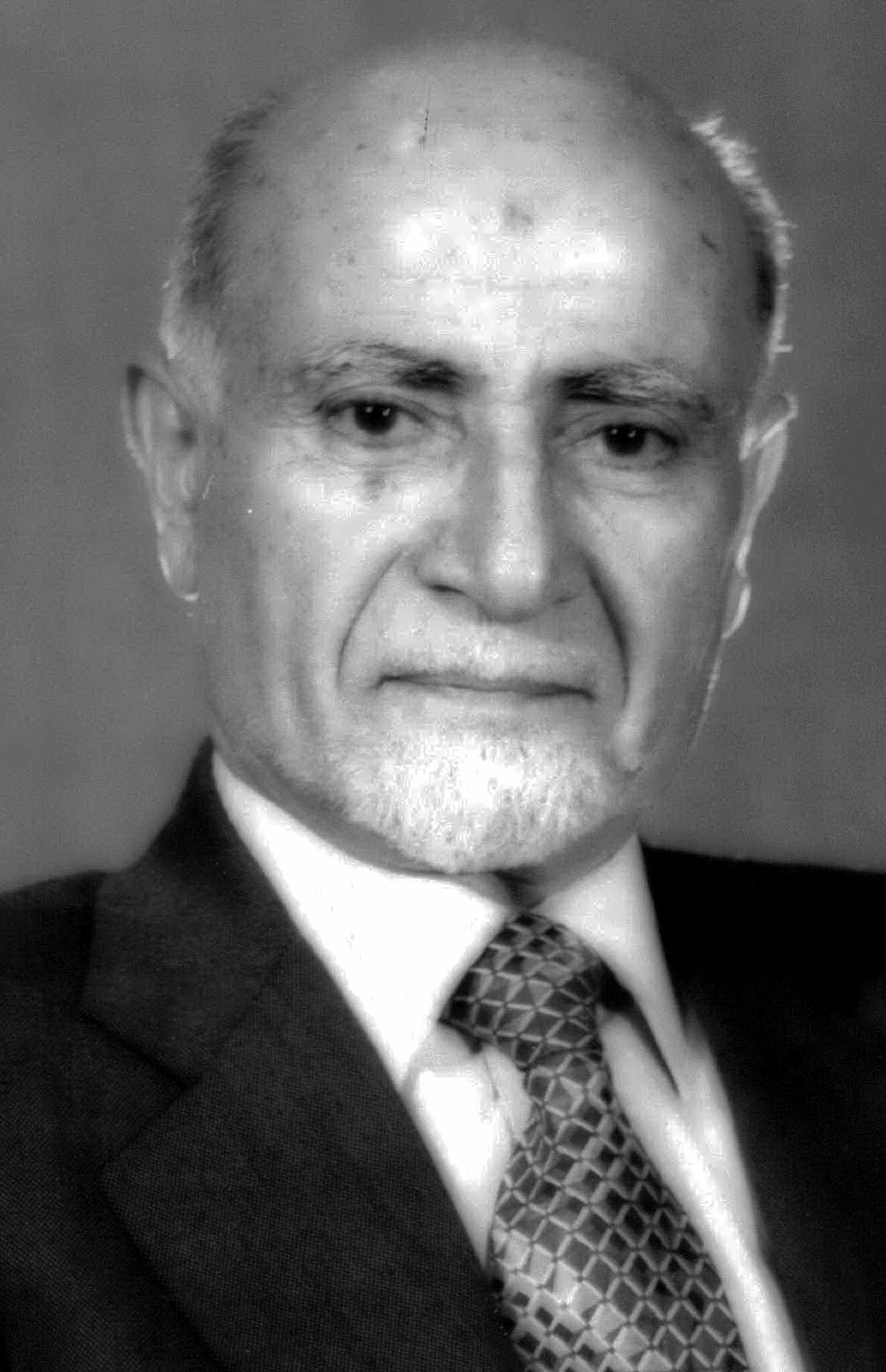
Mehdi Bazargan

Mehdi Bazargan (Teheran, september 1907? - Zürich, 20 januari 1995) was een Azerbeidzjaans-Iraans premier (1979).
Mehdi Bazargan studeerde thermodynamica en bouwkunde aan de École Centrale des Arts et Manufactures te Parijs. Tijdens de Tweede Wereldoorlog vocht Bazargan als vrijwilliger in het Franse leger. 
Terug in Teheran werkte Bazargan zich op van leraar via lector thermodynamica tot decaan van de faculteit werktuigbouwkunde aan de universiteit. In het kabinet van Mohammed Mossadeq (1951-1953) was hij voor korte tijd onderminister van onderwijs, en vervolgens stond hij aan het hoofd van het genationaliseerde oliebedrijf Anglo-Persian Oil Company Ltd.. Na de val van Mossadeq zat hij enige tijd gevangen. In 1953 was hij medeoprichter van de Iraanse Bevrijdingsbeweging, die vóór democratie streed en tegen het autocratische bewind van de sjah (Mohammed Reza Pahlavi).
In 1963 werd Bazargan lid van het Iraanse Comité voor de Verdediging van de Vrijheid en de Mensenrechten. Na de val van de sjah werd Bazargan op 5 februari 1979 door Ayatollah Khomeini en de Islamitische Revolutionaire Raad benoemd tot minister-president. Hij raakte in die functie herhaaldelijk in conflict met de ayatollahs. Bazargan diende meerdere malen zijn ontslag in, maar dat werd niet ingewilligd.
Op 1 november 1979 voerde hij besprekingen met de nationale veiligheidsadviseur van de Verenigde Staten, Zbigniew Brzeziński in Algiers (Algerije). Na zijn terugkeer in Teheran werd hem dit door de jonge studenten die de Amerikaanse ambassade hadden bezet, niet in dank afgenomen. Op 6 november diende hij zijn ontslag in, hetgeen toen wél werd ingewilligd. 
Van 1980 tot 1984 was hij voor de Iraanse Vrijheidsbeweging (oppositie) lid van de Majlis. In 1986 werd hij korte tijd ontvoerd en later gevangengezet. Door bemiddeling van Khomeini kwam hij echter weer vrij.
Mehdi Bazargan overleed in 1995 in Zwitserland.